# Mister Softee

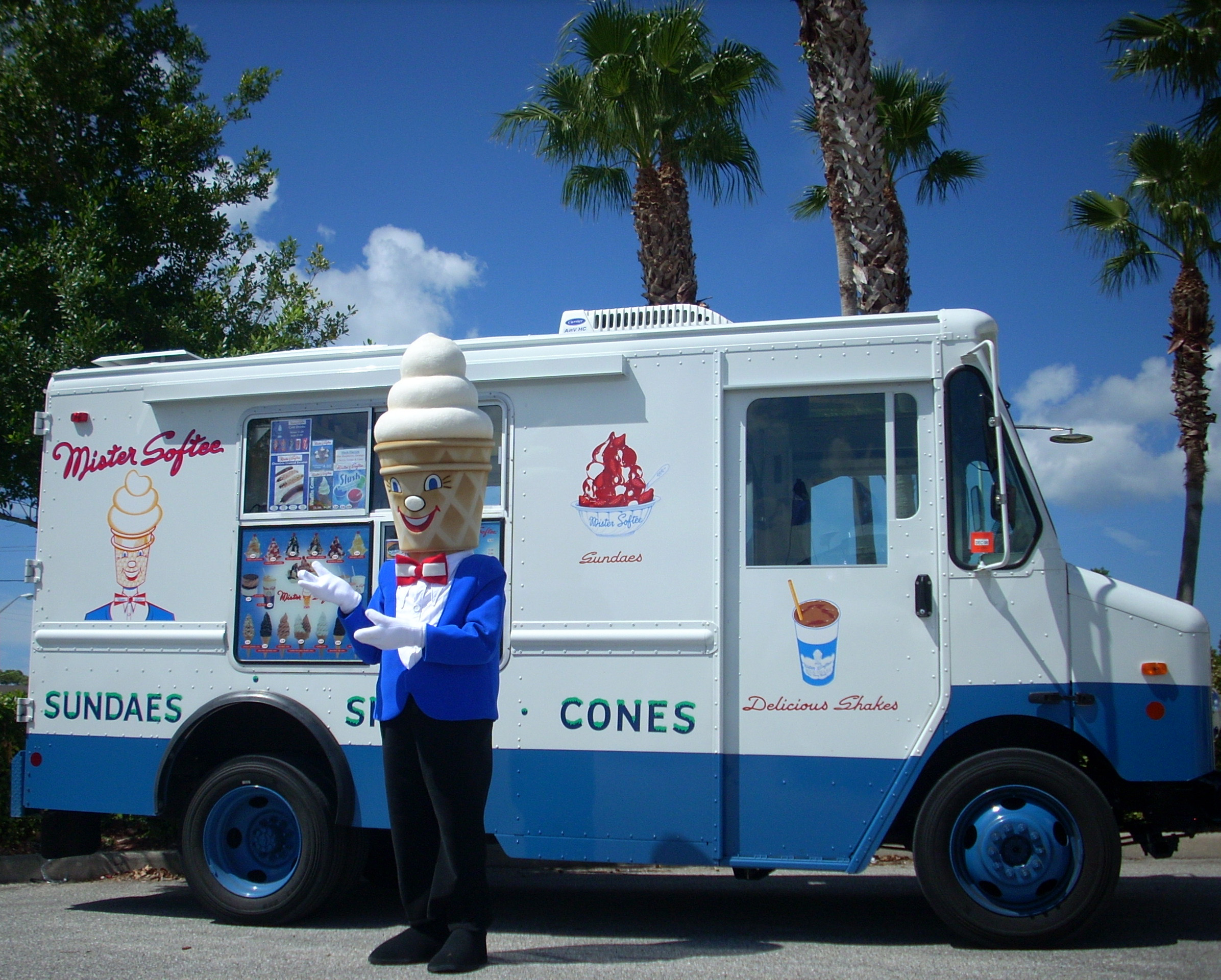

Mister Softee（ミスター・ソフティー）は、アメリカ合衆国発祥のアイスクリーム専門店、および移動販売。1956年にフィラデルフィアで創業した。
1956年以来アイスクリームと冷凍食品を子供や家族にもたらしてきたMister Softeeは、アメリカ合衆国のソフトクリームトラック業界における最大級のフランチャイザーで、アメリカ合衆国内で650台以上のトラックを18以上の州で運営している。2016年よりカムデン郡 (ニュージャージー州)のランミード (Runnemede, New Jersey) に本部を置いている。